# Puig Major
Puig Major – najwyższy szczyt gór Serra de Tramuntana i zarazem najwyższy szczyt Majorki i Balearów. Jego wysokość wynosi 1445 m n.p.m. Na szczycie zlokalizowane są radary wojskowe.